# Nastecznikowate
Nastecznikowate (Pompilidae) – rodzina owadów z rzędu błonkoskrzydłych.
W polskiej faunie stwierdzono m.in. rodzaje: Priocnemis, Caliadurgus, Dipogon, Auplopus, Homonotus, Arachnospila, Agenioideus, Evagetes, Anoplius.

## Charakterystyka

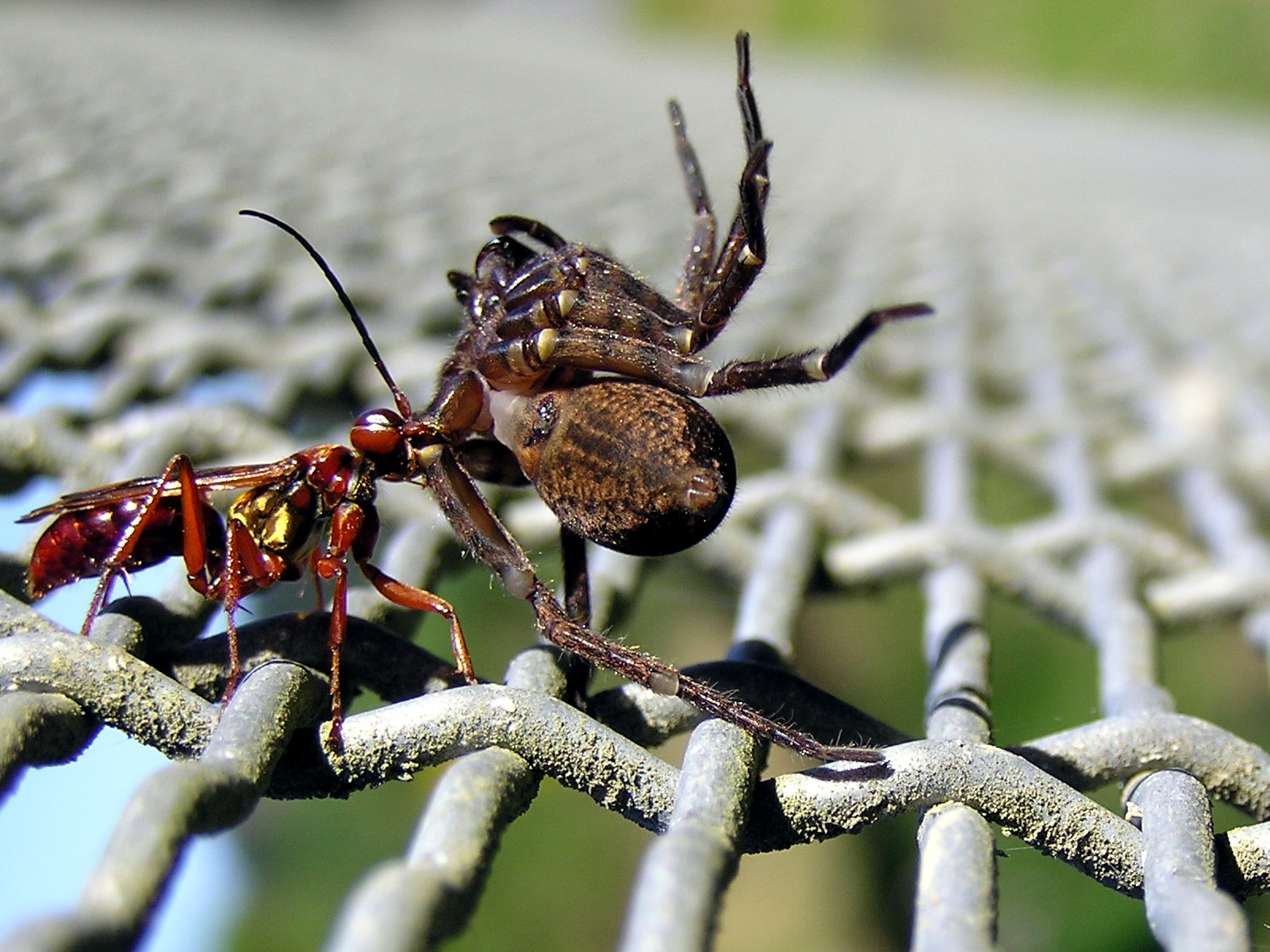
Sphictostethus nitidus ciągnąca pająka do gniazda

Czarne lub brunatne owady. Długie, często kolczaste nogi. Jaja składają w ciałach żywych, sparaliżowanych pająków, którymi żywią się potem ich larwy.

## Podrodziny
- Ceropalinae
- Ctenocerinae
- Pepsinae
- Pompilinae